# Regen Projects
Regen Projects est une galerie d'art contemporain établie à Los Angeles, en Californie.

## Histoire
Regen Projects est fondé en 1989 par Stuart Regen et Shaun Caley Regen,,, à West Hollywood, en Californie.
L'artiste Matthew Barney présente sa première exposition en solo à Regen Projects en 1991. La galerie est également la première à représenter la photographe Catherine Opie.
Stuart Regen meurt en 1998 d'un cancer.
En 2012, la galerie ouvre un nouvel espace, conçu par l'architecte Michael Maltzan, à Hollywood, au coin de Santa Monica Boulevard et Highland Avenue.

## Artistes
Regen Projects représente actuellement les artistes suivants :  
- Doug Aitken
- Kader Attia[8]
- Matthew Barney
- Walead Beshty
- John Bock
- Abraham Cruzvillegas
- Lizzie Fitch
- Theaster Gates
- Dan Graham
- Rachel Harrison
- Alex Hubbard[9]
- Elliott Hundley
- Anish Kapoor
- Toba Khedoori
- Liz Larner
- Glenn Ligon
- Marilyn Minter
- Catherine Opie
- Silke Otto-Knapp
- Raymond Pettibon
- Elizabeth Peyton
- Jack Pierson
- Lari Pittman
- Richard Prince
- Daniel Richter
- Willem de Rooij
- Wolfgang Tillmans
- Ryan Trecartin
- Gillian Wearing
- Lawrence Weiner
- James Welling
- Sue Williams
- Andrea Zittel